# معركة الشيخ سعد
معركة الشيخ سعد هي معركة بين الدولة العثمانية والمملكة المتحدة ووقعت في الفترة من 6 إلى 8 يناير 1916 خلال حملة بلاد ما بين النهرين للحرب العالمية الأولى، وقعت المعركة على ضفاف نهر دجلة بالعراق بين فيلق دجلة الأنجلو الهندي وعناصر من الجيش العثماني السادس ، وكان الاشتباك هو الأول في سلسلة من الاعتداءات التي قام بها فيلق دجلة في محاولة لاختراق الخطوط العثمانية لتخفيف الضغط عن الحامية المحاصرة في الكوت .